# Łowca talentów (film 1939)
Łowca talentów (ang. The Star Maker) – amerykański film muzyczny z 1939 roku w reżyserii Roya Del Rutha, z udziałem Binga Crosby’ego, Louise Campbell i Waltera Damroscha. Scenariusz napisali: Frank Butler, Arthur Caesar i Don Hartman.

## Obsada
- Bing Crosby jako Larry Earl
- Louise Campbell jako Mary
- Walter Damrosch w roli samego siebie
- Linda Ware jako Jane Gray
- Ned Sparks jako Speed King
- Laura Hope Crews jako Carlotta Salvini
- Janet Waldo jako Stella
- Thurston Hall jako Pan Proctor
- Clara Blandick jako Panna Esther Jones
- Oscar O'Shea jako Pan Flannigan
- John Gallaudet jako Duke
- Ben Welden jako Joe Gimlick
- Emory Parnell jako Pan Olson

i inni